# Jeseníki járás

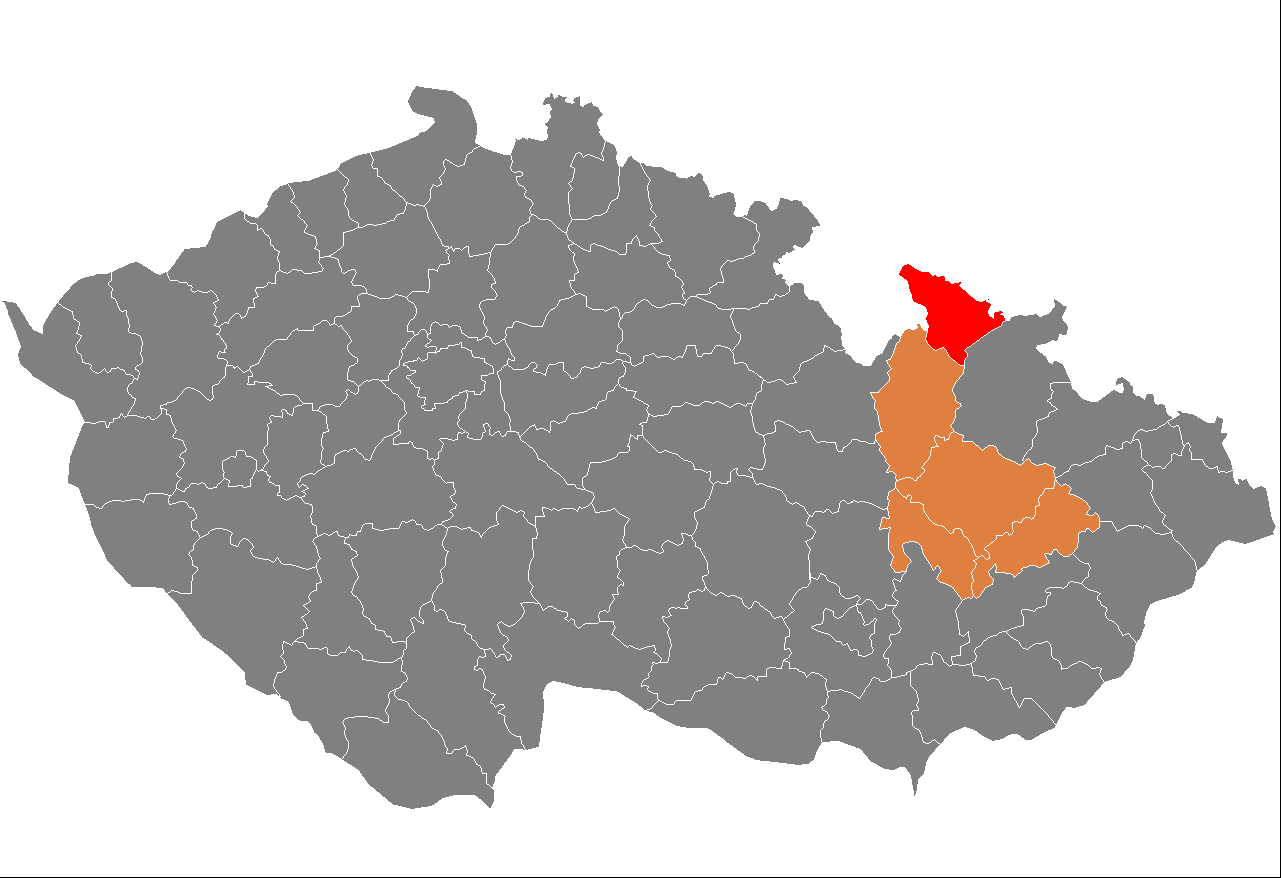
A Jeseníki járás

A Jeseníki járás (csehül: Okres Jeseník) közigazgatási egység Csehország Olomouci kerületében. Székhelye Jeseník. Lakosainak száma 41 672 fő (2009). Területe 718,96 km².

## Városai és községei
A városok félkövér, a községek álló betűkkel szerepelnek a felsorolásban.
Bělá pod Pradědem •
Bernartice •
Bílá Voda •
Černá Voda •
Česká Ves •
Hradec-Nová Ves •
Javorník •
Jeseník •
Kobylá nad Vidnavkou •
Lipová-lázně •
Mikulovice •
Ostružná •
Písečná •
Skorošice •
Stará Červená Voda •
Supíkovice •
Uhelná •
Vápenná •
Velká Kraš •
Velké Kunětice •
Vidnava •
Vlčice •
Zlaté Hory •
Žulová

## Fordítás
- Ez a szócikk részben vagy egészben  a   Jeseník District című angol Wikipédia-szócikk ezen változatának fordításán alapul.  Az eredeti cikk szerkesztőit annak laptörténete sorolja fel. Ez a jelzés csupán a megfogalmazás eredetét és a szerzői jogokat jelzi, nem szolgál a cikkben szereplő információk forrásmegjelöléseként.
- Ez a szócikk részben vagy egészben  az   Okres Jeseník című cseh Wikipédia-szócikk ezen változatának fordításán alapul.  Az eredeti cikk szerkesztőit annak laptörténete sorolja fel. Ez a jelzés csupán a megfogalmazás eredetét és a szerzői jogokat jelzi, nem szolgál a cikkben szereplő információk forrásmegjelöléseként.